# 李平先
李平先（1837年—？年），字祖一，號梅村，一號聲葊，行一又行二。四川省重慶府永川縣邑南老樂鄉人，民籍。
曾祖世輔，祖澤洪、父繼淵，母謝氏；本生曾祖光普，祖欽、父逢泰，母尹氏；妻彭氏，子維駒。

## 生平[1]
- 同治三年甲子科本省鄉試中式第108名，會試中式第170名，殿試三甲95名，欽點主事，籤分兵部武庫司。
- 光緒二年加同知銜，任廣東省連州直隸州陽山縣知縣[2]。
- 連州直隸州知州[3]。
- 萬州知州[4]。